# Neckera tjibodensis
Neckera tjibodensis är en bladmossart som beskrevs av Fleischer 1908. Neckera tjibodensis ingår i släktet fjädermossor, och familjen Neckeraceae. Inga underarter finns listade i Catalogue of Life.